# Tencteros

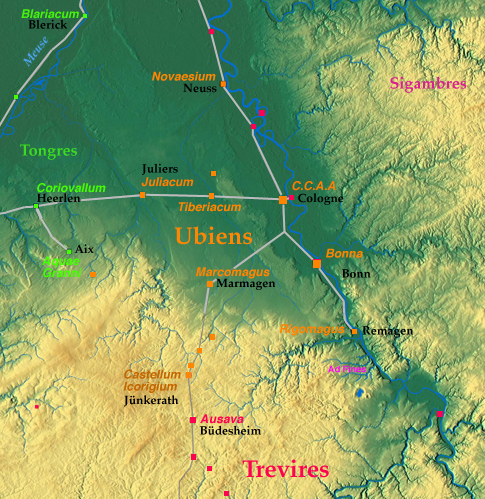
Mapa demonstrativo da ocupação feita por algumas tribos germâncias, por volta de 30 d.C.

Os Tencteros (do Latim Tencteri ou Tenctheri) eram um povo germânico, mencionado pela primeira vez por Julius Caesar e depois por Ptolomeu, em seu Geografia (Géographie de Ptolémée) e por Tácito. Eles eram conhecidos como cavaleiros excelentes. Estavam estabelecidos próximo aos Usípetes, e ambos os povos ocupavam uma região no interior da Alemanha, até que foram expulsos pelos Suevos. Estabeleceram-se então no baixo curso do Reno, cujo domínio da costa oriental foi tomada de outro povo, os Menápios no século I a.C. No ano de 56 a.C., os Tencteros atravessaram o rio e ocuparam ambas as margens. Este território fora tomado de várias pequenas tribos, aliadas de Roma, os quais pediram a César para transladar-se à Gália, César depois de rejeitar a petição, sugeriu aos Tencteros que conquistassem o domínio dos Úbios.
Os Tencteros e seus aliados, os Usípetes, pediram três dias para responder a Roma, mas César suspeitando de uma traição, avançou com suas tropas e os derrotou, fazendo-os sofrer pesadas baixas. Depois de um dia de batalha os chefes germânicos compareceram ante  César, alegando legítima defesa e pediram novamente uma trégua temporária. César aproveitou e atacou os germânicos mais uma vez, que sem os seus líderes, foram facilmente derrotados. Parte de suas tropas se debandaram para o Reno, onde foram capturados, a maior parte morreu em combate ou afogados. Aqueles que conseguiram atravessar o rio foram capturados pelos Sicambros.
Os Tencteros se juntaram aos Sicambros e estabeleceram sua capital Budaros (Düsseldorf)  e na fortaleza de Divítia (Deutz). Nos tempos de Augusto se integraram à Confederação dos Queruscos, depois participaram de outras alianças contra Roma até que, por fim, se coligaram aos Francos Ripuários.

## Localização
Quando os romanos chegaram, várias tribos foram localizados na região dos Países Baixos, que residiam nas partes habitáveis mais altas, especialmente no leste e sul. Essas tribos não deixaram registros escritos. Todas as informações conhecidas sobre elas durante este período pré-romano é baseada no que os romanos, mais tarde, escreveram sobre as mesmas.

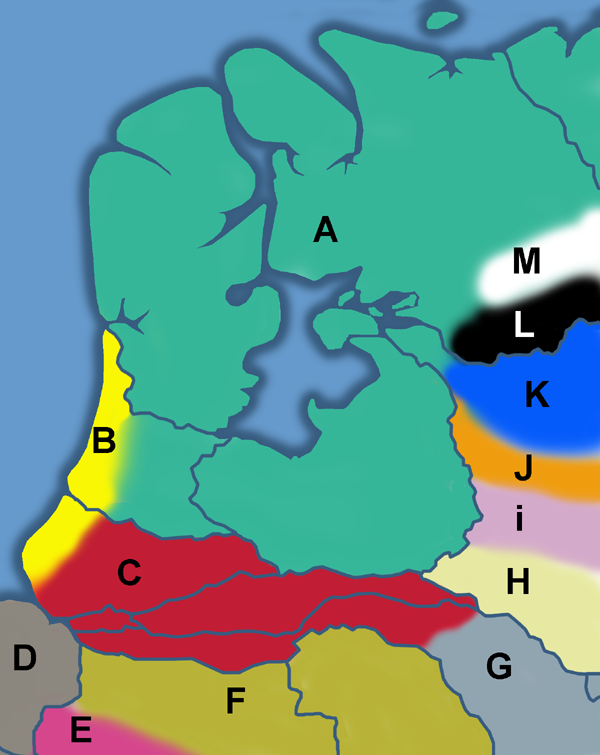
O local aproximado (hoje Holanda) onde as tribos germânicas se assentaram no séc. I. Os limites exatos são desconhecidos entretanto, e H a M em particular, não devem ser considerados como representações exatas.

As tribos mostrado no mapa à esquerda são:
- A. Frísios,
- B. Caninefates,
- C. Batavos,
- D. Marsos,
- E. Toxandros,
- F. Menápios,
- G. Ampsivários,
- H. Camavos,
- I. Sicambros,
- J. Brúcteros,
- K. Tubantes,
- L. Usípetes e
- M. Tencteros.

Outros grupos tribais não mostrados neste mapa, mas associado com a Holanda são:
- Ambianos,
- Catos,
- Catuários,
- Morinos,
- Salianos,
- Tungros e
- Úbios.